# Saint-Didier-sous-Écouves
Saint-Didier-sous-Écouves là một xã trong tỉnh Orne, vùng Normandie tây bắc nước Pháp. Xã Saint-Didier-sous-Écouves nằm ở khu vực có độ cao trung bình 300 mét trên mực nước biển.